# 가네다 가쓰토시
가네다 가쓰토시(일본어: 金田 勝年, 1949년 10월 4일 ~ )는 일본의 정치인으로 자유민주당 소속이다. 참의원 의원(2선)을 지냈으며 현재는 4선 중의원 의원이다. 2005~2006년 외무부대신, 2016년 8월 제3차 아베 신조 제2차 개조 내각에서 법무대신으로 임명되어 2017년까지 재임했다.
가네다 장관은 취임 석 달 만에 사형 집행 명령을 내려, 일본의 사형제 존속 논란에 불을 붙였다. 사형수는 구마모토현의 다지리 겐이치로, 여성 두 명을 살해하고 금품을 갈취한 혐의로 기소되었다. 가네다 장관은 "국민 여론의 다수가 흉악한 범죄에 대해서 사형도 어쩔 수 없다고 생각하고 있다. 현저하게 중대한 흉악 범죄를 저지른 자에게 사형을 부과할 수밖에 없다"고 설명했다.

## 역대 선거 결과
|  | 38.13% |

|  | 54.22% |

|  | 43.59% |

|  | 42.04% |

|  | 51.48% |

|  | 54.70% |

|  | 46.30% |